# Irene Whitfield Holmes
Irene Whitfield, Irene Thérèse Whitfield Holmes pour l'état-civil, née le 26 octobre 1900 à Rayne, dans la paroisse de l'Acadie, en Louisiane et morte le 10 mai 1993 à Lafayette, paroisse de Lafayette, est une ethnologue et ethnomusicologue dont l'œuvre eut un impact majeur sur le renouveau et la connaissance de la musique cadienne et de la culture cadienne en général.
Elle avait contribué aux recherches de John Lomax, et ses travaux influencèrent le répertoire et l'œuvre de musiciens comme Virgil Thomson, Michael Doucet et les travaux de chercheurs et de pédagogues comme John Broven, Edouard Garo, Sybil Kein

## Biographie
la famille d'Irene Whitfield vivait dans une ferme, La Belle Savanne, située dans la paroisse de l'Acadie, entre les villes de Duson et de Rayne, dans laquelle ils plantaient du riz et élevaient du bétail. Elle était la seconde de sept sœurs.
Irene Whitfield fit ses études au Southwestern Louisiana Industrial Institute et en reçut le diplôme en 1919. Elle les poursuivit à l'université de Chicago qui lui délivra, en 1924, un baccalauréat avec mention. Elle suivit aussi des cours à l'université de Californie.
En 1939, Irene Whitfield soutint sa thèse Louisiana French Folk Songs, qui reste, encore aujourd'hui, un ouvrage de référence en matière de musique cadienne, à l'université d'État de Louisiane à Baton Rouge
En 1940, Irene Whitfield épousa Lloyde Neil Holmes, qui était né le 6 février 1901 à Alexandria, paroisse des Rapides en Louisiane aux États-Unis, et qui mourut le 10 mai 1974 à Lafayette. Lloyde Neil Holmes avait eu, avec sa première épouse Ethel Ruth Robertson, née le 4 février 1904 à Alexandria et morte le 30 mars 1937 à Lafayette, six enfants.
Dans les années 1940, Irene Whitfield aida Williams Owen à recueillir d'autres chansons,.

## Publications
- (en) Louisiana French Fold Songs, Baton Rouge, State Universty of Louisiana Press, 1939.
- « Chansons de la Louisiane », L'Action nationale, avril 1940, p. 292-294.
- (en) Acadian Folksongs, Baton Rouge, State University of Louisiana Press, 1955.
- (en) Louisiana French Folk Songs, New York, Dover Publications, 1969.
- « La caille et la perdrix », Attakapas Gazette, 1975, vol. 10, no 3.
- (en) « Louisiana Acadians: My Tribute to Them », Attakapas Gazette, 1975, vol. 10, no 4, p. 213-215.
- « La Sainte Catherine », Attakapas Gazette, 1975, vol. 11, no 2, p. 76-77.
- (en) « Acadian Music and Dances », Attakapas Gazette, 1976, vol. 11, no 4, p. 181-186.
- « Le marin breton », Attakapas Gazette, 1979, vol. 14, no 3, p. 110-111.
- (en) « Acadian Folk Songs », Attakapas Gazette, 1980,  vol. 15, no 4, p. 165.